# Диян Димитров
Диян Димитров Димитров е български футболист, защитник. Роден е на 4 юли 1991 г. в град Разград, България. От лятото на 2013 г. е състезател на ФК Кубрат 2007 .

## Кариера
Димитров започва да играе футбол като юноша в тима на родния си град „Разград 2000“, днес ПФК „Лудогорец-1947“. Дебютира в мъжкия отбор през есента на 2010 г. в Б ПФГ като влиза като резерва в срещата „Лудогорец“-Черноморец (Поморие) 1-0 и отбелязва единствения победен гол в 86 минута .
През сезон 2011-2012, когато „Лудогорец“ е вече в А ПФГ, играе като преотстъпен в ОФК Сливен 2000 през второто полугодие на 2011 г. и за пролетния полусезон отново се завръща в „Лудогорец“.

## Успехи

### Лудогорец
- Шампион на A ПФГ: 2011-12, 2012-13
- Носител на купата на България: 2011-12
- Носител на суперкупата на България: 2012